# Dee Dee Wood
Dee Dee Wood est une chorégraphe américaine principalement connue pour son travail sur des comédies musicales dans les années 1960 et 1970. Elle a souvent travaillé avec Marc Breaux auquel elle fut mariée durant plusieurs années, et la plupart de ses succès sont des chorégraphies sur des compositions des frères Sherman.
Elle fait partie du jury des Emmy Awards pour la chorégraphie.

## Filmographie
- 1962 : The Andy Williams Show (série TV)
- 1963 : Judy and Her Guests, Phil Silvers et Robert Goulet (TV)
- 1964 : Mary Poppins
- 1965 : La Mélodie du bonheur
- 1967 : Le Plus Heureux des milliardaires (numéro musical)
- 1968 : Chitty Chitty Bang Bang
- 1972 : Of Thee I Sing (TV)
- 1975 : The Cher Show (TV)
- 1976 : John Denver and Friend (TV)
- 1976 : Benji's Very Own Christmas Story (TV)
- 1980 : La Bible ne fait pas le moine
- 1988 : Au fil de la vie